# Tordesillasfördraget

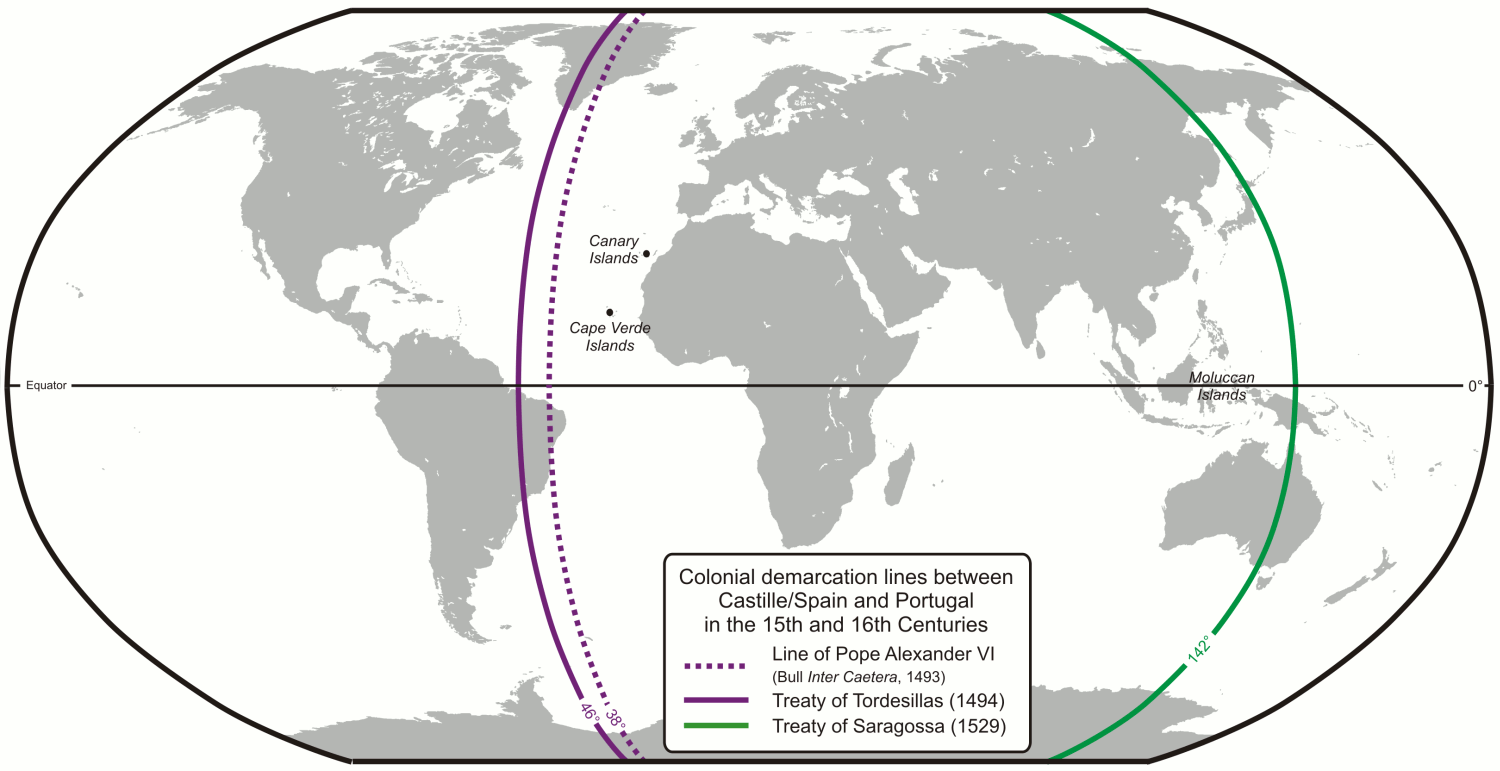
Uppdelningen i Tordesillasfördraget

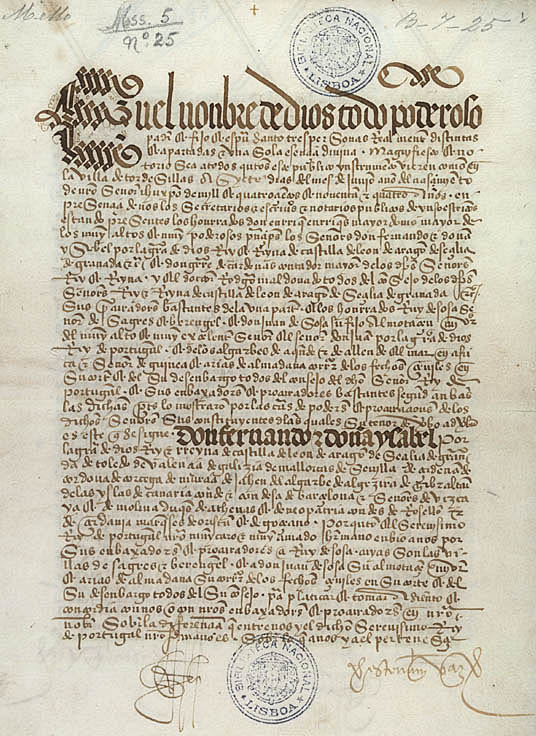
Sida ur Tordesillasfördraget

Tordesillasfördraget (spanska: Tratado de Tordesillas; portugisiska: Tratado de Tordesilhas) var ett bilateralt fördrag som undertecknades den 7 juni 1494 i Tordesillas mellan Spanien och Portugal. Fördraget, som bestämde gränsen mellan ländernas utomeuropeiska besittningar, syftade till att förekomma tvister om potentiella kolonier utanför Europa mellan dåtidens mest betydande katolska länder.
Fördraget delade upp den nyupptäckta världen längs en meridian 370 leguas väster om Kap Verde-öarna utanför Afrikas västkust. Tordesillaslinjen gav Spanien kontroll över territorier väster om linjen, inklusive större delen av Nord- och Sydamerika, medan Portugal fick områden öster om linjen, vilka huvudsakligen inkluderade Afrika och Asien samt dagens Brasilien. Det blev lite oklart vilken longitud detta motsvarade, eftersom det fanns olika sätt att räkna, varierande mellan 42° och 50° väster om Greenwich. Brasiliens kust kom senare att utsträckas till cirka 52°V.
Fördraget inkluderades av UNESCO 2007 i dess Memory of the World-program på förslag av Spanien och Portugal.

## Historia
Redan 1481 tilldelade påven Sixtus IV allt icke-kristet land utanför Europa (utom de spanska Kanarieöarna) till Portugal, som var den nation som påbörjat upptäcktsresor till sjöss. År 1493, efter Christofer Columbus första resa, gav påven som då var spanjor, allt land väster om Azorerna och söder om Kap Verde till Spanien (Inter Caetera).
Portugals kung var missnöjd och startade förhandlingar om gränslinjen. Förhandlingarna i Tordesillasfördraget avslutades den 7 juni 1494 i den spanska staden Tordesillas under överseende av påve Alexander VI. Fördraget ratificerades den 2 juli av de spanska monarkerna Isabella I av Kastilien och Ferdinand II av Aragonien samt den 5 september Johan II av Portugal och stadfästes även av påven Julius II 1506.
Originalen förvaras idag i Archivo General de Indias i Sevilla och Arquivo Nacional da Torre do Tombo i Lissabon.
Senare skulle fördraget komma att utökas i Zaragozafördraget, där en linje på andra sidan jorden drogs.
Andra länder ignorerade fördraget och kom att konkurrera med Spanien och Portugal. Dessa var främst Storbritannien, Frankrike och Nederländerna.